# Ворник
Во́рник (рум. vornic , от славянского – дворникъ) — в Молдавском княжестве представитель хозяйственной власти в городе, в чьи функции входило наблюдение за сбором налогов, исполнением горожанами повинностей и содержание хозяйственных дворов. Впоследствии один из самых высоких боярских чинов в феодальной Молдавии.
Большой ворник — управляющий господарским двором, выполняющий административные, судебные и военные функции, время от времени командовал армией в отсутствие господаря. В Молдавии были два ворника: отдельный для Нижней страны (с резиденцией в Васлуе) и для Верхней страны (с резиденцией в Сучаве). В свою очередь, эти две части страны делились на более мелкие с центрами в отдельных городах. Каждым городом управлял ворник.
Ворники были боярами, судьями, разных чинов, например, третьего и четвертого чинов подчинялись шести ворникам второго чина, которые судили тяжбы за нарушение границ и получали из казны по 500 талеров ежемесячно и ежегодно  9000 талеров.